# Dansborg
Dansborg är en befästning i södra Indien, i den gamla danska kolonin Tharangambadi (danska:Tranquebar). Den byggdes av skåningen Ove Gjedde 1620, som också hade kommandot över Asiatisk Kompagni, som hade som ändamål att skaffa Danmark en del av österns rikedomar. 
Dansborg byggdes för att säkra de 20 000–30 000 borgarnas trygghet och tillit. Befästningen, som var danskarnas näst största efter Kronborg, var tidigare omgiven av höga murar.
Danskarnas makt över Tranquebar och Dansborg upphörde när kolonin 1845 såldes till England. Efter Indiens självständighet år 1947 användes byggnaderna av myndigheterna i Tamil Nadu.
Befästningen, som renoverades år 2001 och 2011, används numera som museum.